# Tala Ashe
Tala Ashe, all’anagrafe Tala Ashrafi (in persiano: طلا اشرفی; Teheran, 24 luglio 1984), è un'attrice iraniana con cittadinanza statunitense.
È principalmente conosciuta per il suo ruolo di Zari Tomaz nella serie TV Legends of Tomorrow.

## Biografia
Tala Ashe è nata a Tehran ed è figlia di Shohreh Elhami e Javad Ashrafi. È immigrata negli Stati Uniti quando aveva 9 mesi ed è cresciuta a Powell, Ohio.
Durante il liceo ha partecipato a diverse produzioni teatrali della sua scuola come attrice e regista.
Tala Ashe ha ricevuto il BFA dalla Boston University’s School Theatre. Ha anche fatto da tirocinante presso la London Academy of Music and Dramatic Art e presso la Upright Citizen Brigade Theatre a New York City.

## Carriera
Tala Ashe ha recitato in numerose produzioni regionali e Off-Broadway. Il suo primo ruolo accreditato è nel 2008 nel film Innamorarsi a Pechino: l’attrice interpreta Nadia, la fidanzata irachena del protagonista.
Successivamente fa delle apparizioni come Guest star nelle serie TV: Law & Order, Law & Order: Criminal Intent, 30 Rock e Covert Affairs. È anche apparsa come ruolo ricorrente in Smash, American Odyssey e Così gira il mondo.
Nel 2017, Tala Ashe si è unita al cast della serie TV Legends of Tomorrow nel ruolo di Zari Tomaz. È stata protagonista dell’episodio bottiglia “Il Loop Temporale” ricevendo elogi sia da parte della critica che dei fan per la sua performance. Nel 2025 viene candidata al Tony Award alla miglior attrice non protagonista in un'opera teatrale per la sua interpretazione nel dramma English a Broadway.

## Vita privata
Tala Ashe è Iraniano-Statunitense e possiede la doppia cittadinanza. Oltre all'inglese parla fluentemente il Farsi. Insieme alle sue colleghe, attrici dell’Arrowverse, è tra le fondatrici di Shethority, un progetto che punta a sostenere ed ispirare le donne e chiunque si identifichi come femmina.

## Filmografia parziale

### Televisione
- Innamorarsi a Pechino (Waiting in Beijing), (2008)
- Law & Order - serie TV, episodio 18x13 (2008)
- Così gira il mondo - Soap Opera, 26 episodi (2008)
- Law & Order: Criminal Intent - Serie TV, 10x03 (2011)
- Smash - Serie TV, 6 episodi (2012)
- American Odyssey - Serie TV, 7 episodi (2015)
- Legends of Tomorrow - Serie TV, 32 episodi (2017-2022)

## Teatro
- Aftermath (2009)
- Welcome to Arroyo’s (2010)
- Again and Against (2011)
- Urge for Going (2011)
- Troilo e Cressida (2012)
- Le allegre comari di Windsor (2012)
- The Who & the What (2014)
- Head over Heels (2015)
- The Happiest Song Plays Last (2015)
- Troilo e Cressidra (2016)
- The Profane (2017)
- English (2025)